# 卡莱特龙属
卡莱特龙（学名：Caletodraco）是坚背龙类阿贝力龙科恐龙的一个属，化石发现于法国晚白垩世（森诺曼阶）的科地区白垩岩。模式种是科氏卡莱特龙（Caletodraco cottardi）。该属代表可确认的首个从南美之外命名的坚背龙类。

## 发现与命名

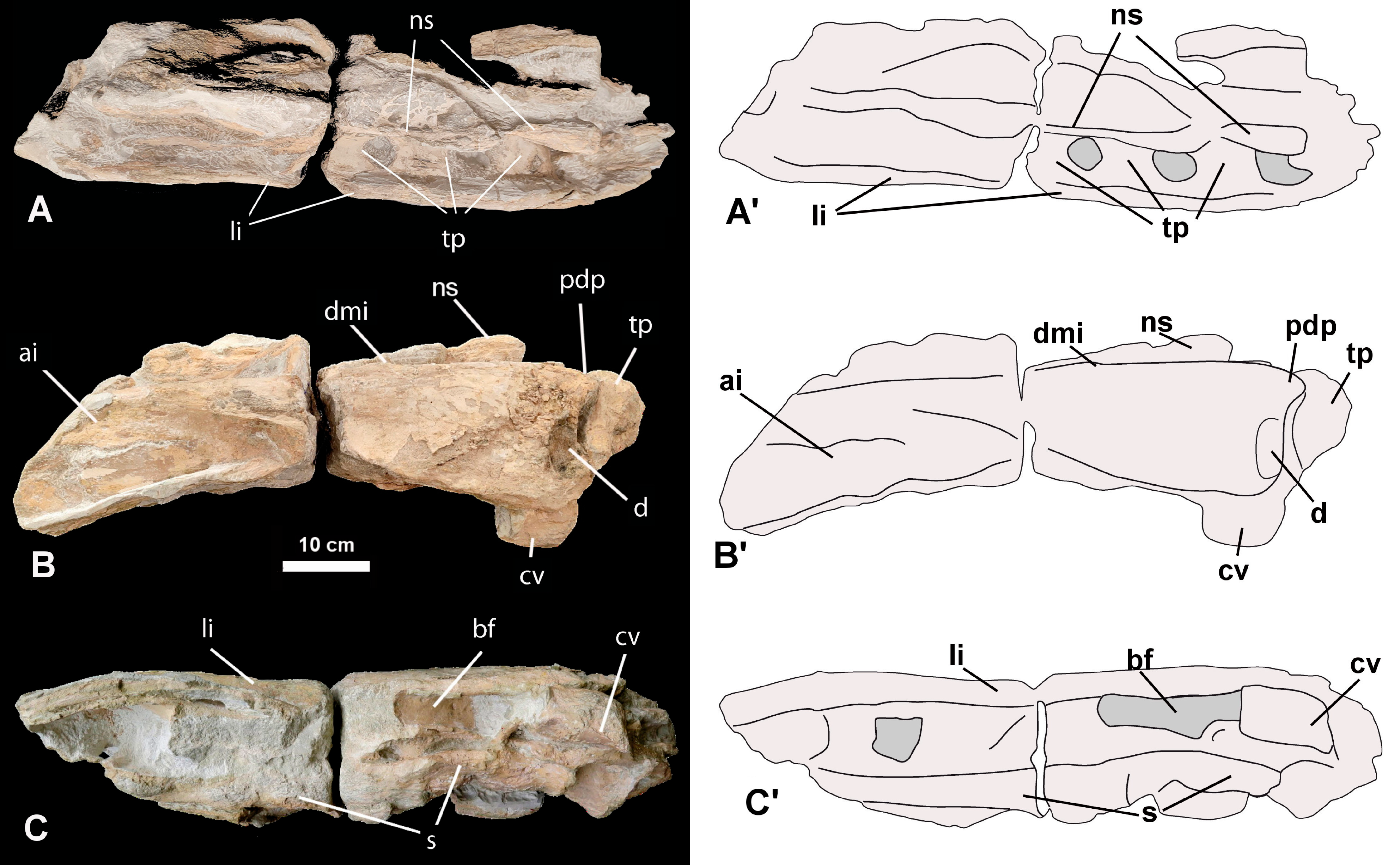
正模标本

正模标本（MHNH 2024.1.1.1.）由尼古拉·科塔尔（Nicolas Cottard）于2021及2023年两次单独考察期间发现，包括一个骶骨、不完整的髂骨、第一节尾椎及许多疑似肋骨的保存较差骨骼。相同地点发现的一颗牙齿，可能属于同一分类单元，也可能来自掠食者或食腐动物。
卡莱特龙于2024年被描述为阿贝力龙科新属新种。属名Caletodraco组合居住在位于法国诺曼底的模式产地一带的凯尔特部落卡莱特人及拉丁语draco（意为“龙”）。种名致敬发现标本并捐给博物馆的尼古拉·科塔尔。

## 描述

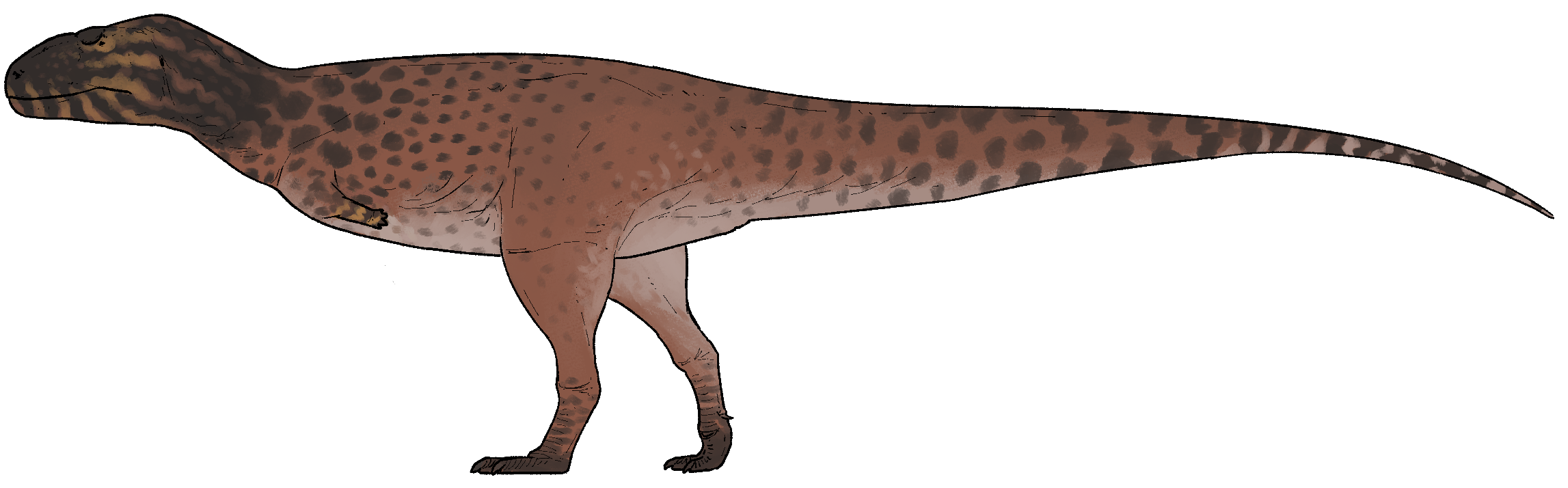
复原图

卡莱特龙正模标本整体尺寸与蝎猎龙的对应骨骼相仿。二者髂骨长度均为70（28英寸）左右、第一节尾椎椎体长度均为10（3.9英寸）左右。鉴于蝎猎龙所知于一副全长估计为6（20英尺）的相当完整的骨骼，由此推测卡莱特龙体型与之近似。尾椎横突形状是一项将卡莱特龙与所有其它阿贝力龙科区分开来的自衍征。

## 分类
描述者将卡莱特龙归入阿贝力龙科下级演化支坚背龙类，使其成为已知最古老的坚背龙类之一，此外可能还有法国早白垩世的膝龙属。这表明欧洲阿贝力龙科的生物地理学比先前假设的更为复杂。